# Haemaphysalis adleri
Haemaphysalis adleri este o specie de căpușe din genul Haemaphysalis, familia Ixodidae, descrisă de Feldman-Muhsam în anul 1951.
Este endemică în Israel. Conform Catalogue of Life specia Haemaphysalis adleri nu are subspecii cunoscute.